# Sami al-Hinnawi
El coronel Sami Hilmy al-Hinnawi (àrab: محمد سامي حلمي الحناوي, Muḥammad Sāmī Ḥilmī al-Ḥinnāwī) (Alep, 1898-Beirut, 31 d'octubre de 1950) va ser un polític i militar sirià. Va néixer a Alep i havia servit a l'exèrcit otomà abans de servir a l'exèrcit francès a Síria durant el període del mandat francès.
El coronel al-Hinnawi va enderrocar el govern militar del President Husni al-Za'im el 14 d'agost de 1949 amb l'ajuda d'altres membres del Partit Social Nacionalista Sirià i del seu company militar el coronel Adib al-Shishakli. Després del cop ràpidament va ordenar executar a al-Za'im i al primer ministre Muhsin al-Barazi que havien estat portats a la presó de Mezze a Damasc; el fill de Mushin al-Barazi va presenciar l'execució.
Al-Hinnawi llavors va ser instal·lat com a líder de la Junta Militar que es va crear, que va retornar immediatament el poder als civils cridant al front del govern provisional al vell Hashim al-Atassi com a cap d'estat i govern; dins la junta militar l'home fot era no obstant Adib Shishakli. El 5 d'octubre el regent d'Iraq príncep Abdal·lah, va visitar el país i va arribar a un acord provisional de unió federal amb Atassi. Es van celebrar les eleccions del 15-16 de novembre de 1949 per una assemblea constituent de 114 membres. Va guanyar el partit del Poble, principal partit d'Alep, i el seu líder Rushdi al-Kikhiya va ser nomenat president de l'Assemblea. Atassi va ser primer ministre d'agost a desembre 1949 i el 2 de desembre va passar a ser cap d'estat sent confirmat el 14 de desembre si bé l'ombra de la junta militar planava sobre el règim civil.
El 19 de desembre de 1949, al-Shishakli va dur a terme un altre cop d'estat (el tercer en aquell l'any), enfortint la seva dictadura. Shishkli va eliminar a Hinnawi, cap d'estat major i de la junta (i va ocupar el seu lloc) pera va deixar seguir al govern civil amb Atassi com a cap d'estat.
L'any següent, el 31 d'octubre de 1950, al-Hinnawi va ser assassinat a Beirut, Líban, per Hersho al-Barazi, un cosí de Muhsin al-Barazi.